# Brimingen

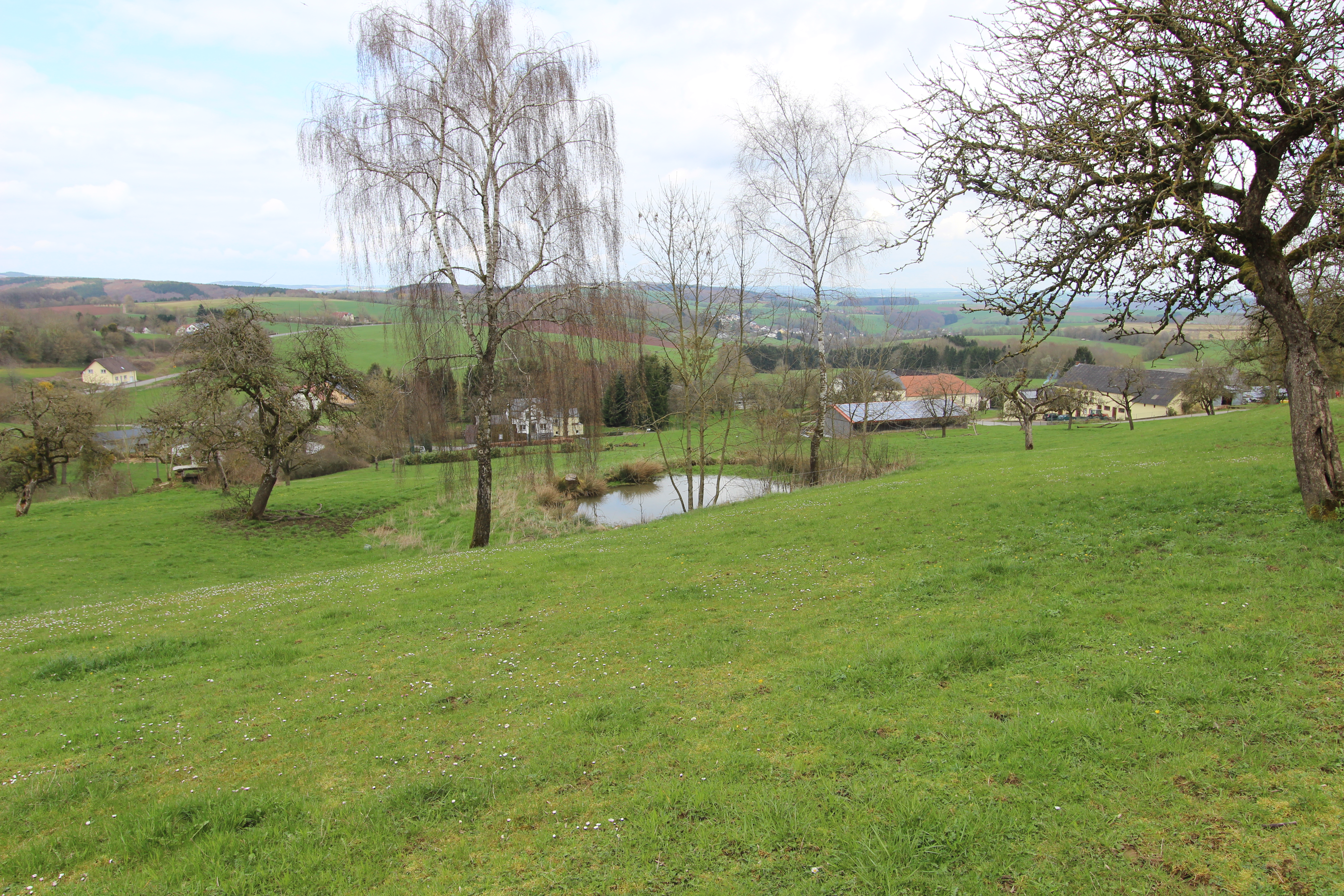
Brimingen

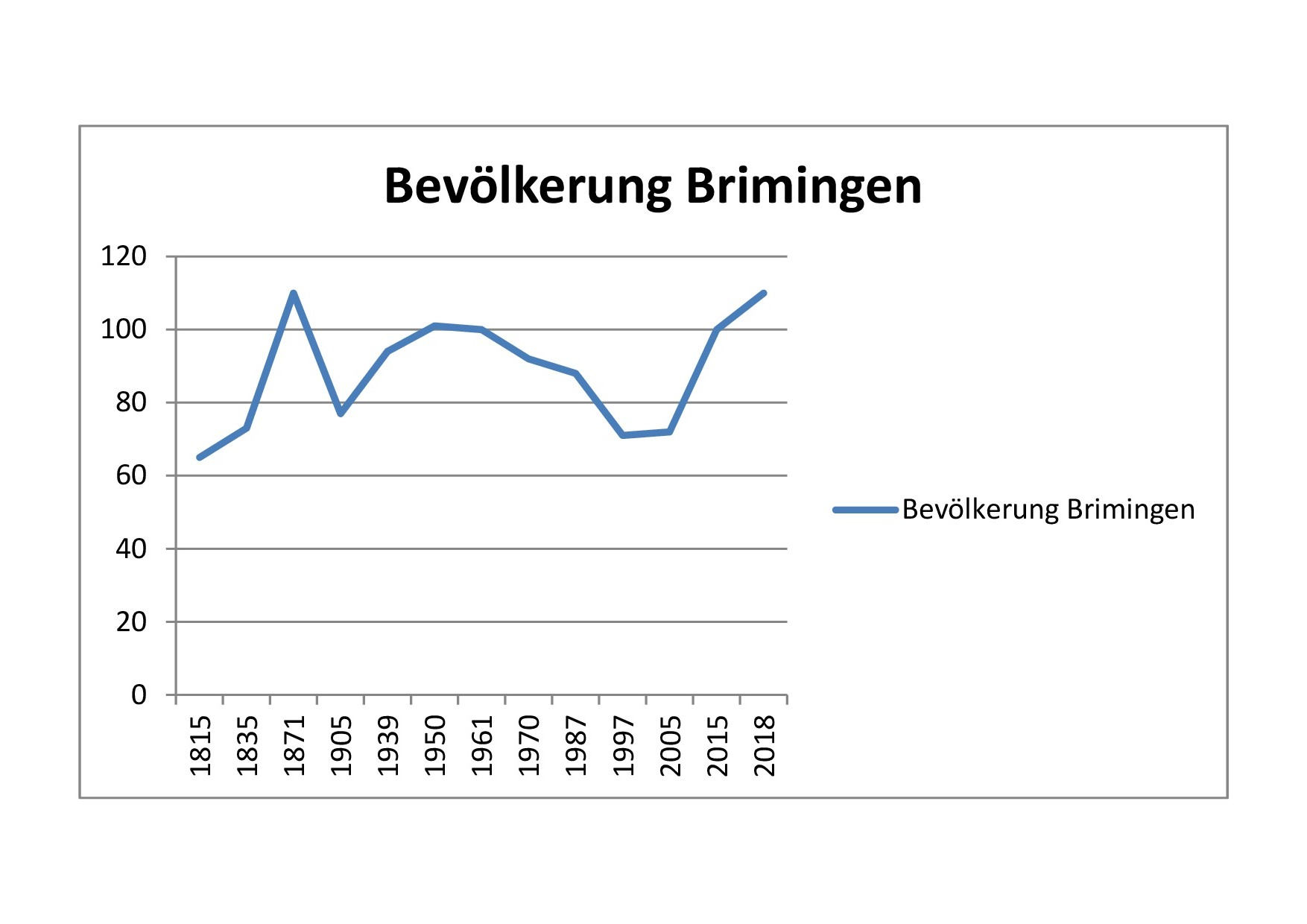

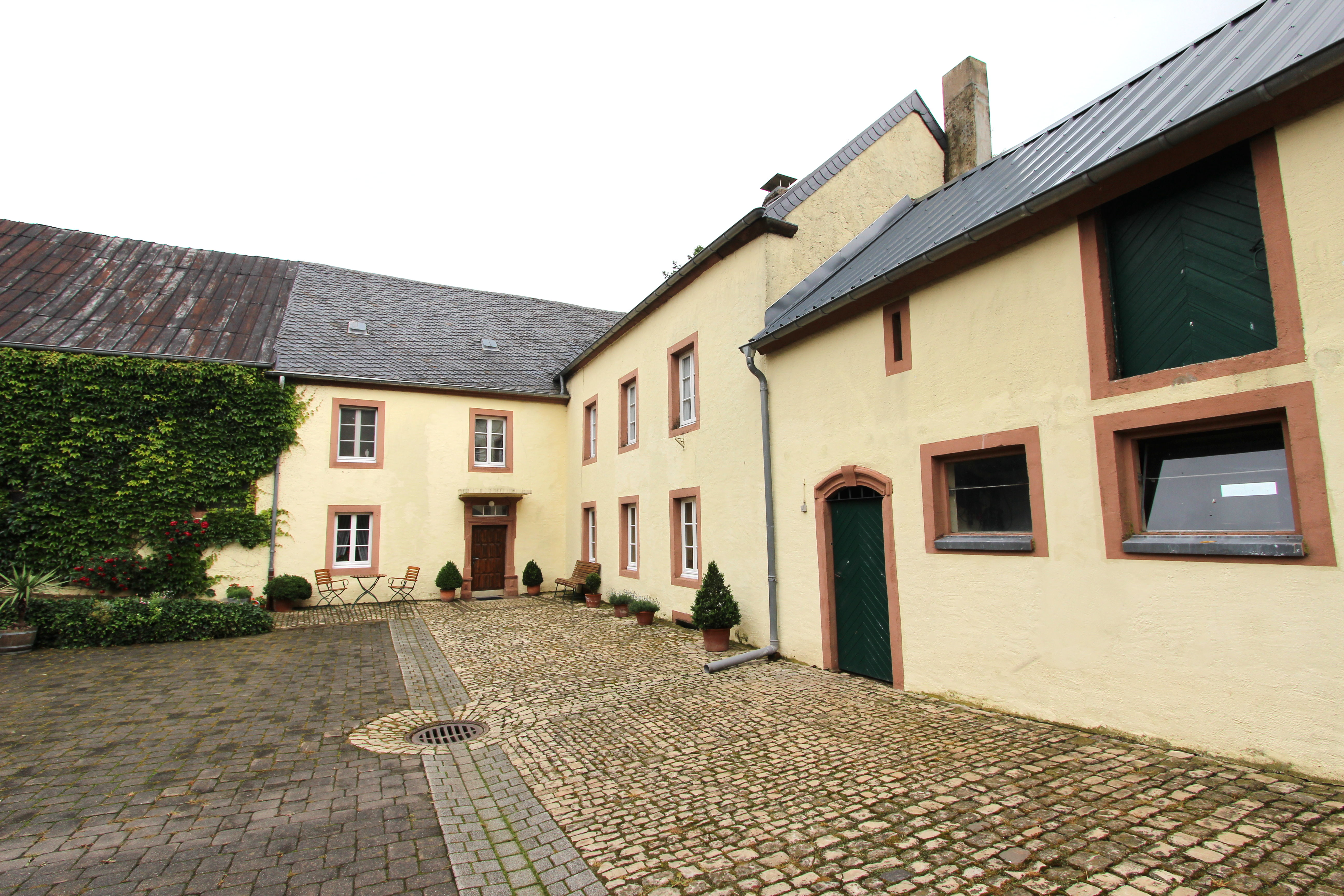
Ortsteil Hisel; Hofanlage von 1772

Brimingen ist eine Ortsgemeinde im Eifelkreis Bitburg-Prüm in Rheinland-Pfalz. Sie gehört seit dem 1. Juli 2014 der Verbandsgemeinde Bitburger Land an.

## Geographie
Brimingen liegt in der westlichen Eifel auf einem Höhenrücken zwischen Enz und Prüm. Die Staatsgrenze zu Luxemburg liegt etwa 10 km westlich des Ortes. Zu Brimingen gehört der Ortsteil Hisel mit dem Wohnplatz Burenhof sowie ein Teil des ansonsten zu Utscheid gehörenden Ortsteils Neuhaus.

Nachbargemeinden sind: Baustert, Burg, Mülbach, Olsdorf, Niehl sowie Utscheid.

## Geschichte
Auf eine frühe Besiedelung der Gemarkung weisen mehrere Hügelgräber und römische Streufunde hin.
Die erste urkundliche Erwähnung als „Bremme“ stammt aus dem Jahr 1473. Der Pest fielen 1636 fast alle Bewohner der Ortschaft zum Opfer, sodass die neun Häuser von Brimingen 1656 bereits alle verfallen waren.
Bis Ende des 18. Jahrhunderts gehörte Brimingen zur Herrschaft Neuerburg im Herzogtum Luxemburg, der Ort war dem Gericht und der Meierei Oberweis zugeordnet. Im Jahr 1794 besetzten französische Revolutionstruppen die Österreichischen Niederlande, zu denen das Herzogtum Luxemburg gehörte, im Oktober 1795 wurden sie annektiert. Von 1795 bis 1814 gehörte der Ort zum Kanton Neuerburg im Departement der Wälder.
Im Jahr 1815 wurde das ehemals luxemburgische Gebiet östlich der Sauer und der Our auf dem Wiener Kongress dem Königreich Preußen zugeordnet. Damit kam die Gemeinde Brimingen 1816 zum Kreis Bitburg im Regierungsbezirk Trier in der Provinz Großherzogtum Niederrhein, die 1822 in der Rheinprovinz aufging. Brimingen wurde zunächst von der Bürgermeisterei Outscheid verwaltet und gehörte ab 1856 zur Bürgermeisterei Baustert (1927 in „Amt Baustert“ umbenannt).
In Brimingen wurde noch bis Ende des 19. Jahrhunderts hochwertiger Kalk gebrannt.
Als Folge des Ersten Weltkriegs war die gesamte Region dem französischen Abschnitt der Alliierten Rheinlandbesetzung zugeordnet. Nach dem Zweiten Weltkrieg wurde Brimingen innerhalb der französischen Besatzungszone Teil des damals neu gebildeten Landes Rheinland-Pfalz.
Die Ortsgemeinde Hisel wurde am 1. Januar 2018 in die Ortsgemeinde Brimingen eingegliedert. Heute handelt es sich nur noch um einen Straßenzug innerhalb von Brimingen.
Bevölkerungsentwicklung
Die Entwicklung der Einwohnerzahl von Brimingen, die Werte von 1871 bis 1987 beruhen auf Volkszählungen:
| Jahr | Einwohner |
| ---- | --------- |
| 1815 | 65        |
| 1835 | 73        |
| 1871 | 110       |
| 1905 | 77        |
| 1939 | 94        |
| 1950 | 101       |
| 1961 | 100       |

| Jahr | Einwohner |
| ---- | --------- |
| 1970 | 92        |
| 1987 | 88        |
| 1997 | 71        |
| 2005 | 72        |
| 2011 | 94        |
| 2017 | 92        |
| 2018 | 85        |

## Politik

### Gemeinderat
Der Gemeinderat in Brimingen besteht aus sechs Ratsmitgliedern, die bei der Kommunalwahl am 9. Juni 2024 in einer Mehrheitswahl gewählt wurden, und dem ehrenamtlichen Ortsbürgermeister als Vorsitzendem.
Die vorangegangene Wahlperiode begann für Brimingen bereits mit einer Kommunalwahl im Jahr 2017, zum regulären Termin 2019 wurde nicht gewählt. Die vorgezogene Wahl wurde durch die Eingliederung der Ortsgemeinde Hisel ausgelöst. Im Rahmen der Umsetzung wurde durch ein Landesgesetz die Amtszeit der beiden eigentlich bis zur regulären Kommunalwahl 2019 gewählten Ortsgemeinderäte zum 31. Dezember 2017 vorzeitig beendet und eine Neuwahl für das umgebildete neue Gemeindegebiet veranlasst. Die Amtszeit des neu gewählten Ortsgemeinderates begann am 1. Januar 2018 und endete mit den Kommunalwahlen 2024.

### Bürgermeister
Peter Neyses, bis zum 31. Dezember 2017 Ortsbürgermeister der noch eigenständigen Ortsgemeinde Hisel, wurde Anfang Januar 2018 Ortsbürgermeister von Brimingen. Bei der Direktwahl am 3. Dezember 2017 war er mit einem Stimmenanteil von 93,5 % gewählt worden. Bei der Direktwahl am 9. Juni 2024 wurde er ohne Gegenkandidat mit 73,7 % der Stimmen für weitere fünf Jahre in seinem Amt bestätigt.
Von 2004 bis zur konstituierenden Sitzung 2018 war Werner Altringer Ortsbürgermeister von Brimingen.

## Wappengeschichte
Infolge der Fusion von Brimingen und Hisel wurde ein neues Wappen für die neugegründete Ortsgemeinde entworfen. Aus den beiden alten Wappen wurden hierzu einige Elemente übernommen und teilweise angepasst:

### Ehemaliges Wappen

Blasonierung: Unter rotem Schildhaupt, darin 5 goldene Ringe, in Gold eine grüne Pflanze, die nach der Hausmarke am Mayisch-Stockgut gestaltet ist.
Wappenbegründung: Die 5 Ringe stehen für die fünf ehemaligen Stockgüter im Ort und bezeugen mit den Farben Rot und Gold darüber hinaus den Besitz der Grafen von Manderscheid / Blankenheim (Herrschaft Neuerburg im früheren Brimingen). Die grüne Pflanze auf goldenem Grund zeigt das Hauswappen des 1730 errichteten Mayisch-Stockgutes.

### Aktuelles Wappen

Blasonierung: Unter goldenem Schildhaupt, belegt mit sieben roten Ringen (4/3), schräglinks geteilt von Rot und Gold, vorne ein silbernes Glevenkreuz, hinten die grüne Hausmarke des 1730 gegründeten Stockgutes Mayisch, bestehend aus einem aus einer zwiebelartigen Knolle austreibenden Keimling mit vier Keimblättern und je drei gegenständigen Seitentrieben in einem Pflanzgefäß über einer Schale mit Randwulst.
Wappenbegründung: Nach der Fusion besteht weiterhin und allein der Ortsname Brimingen. Von diesem größeren Ortsteil werden die Heroldsfarben Gold und Rot übernommen. Im Schildhaupt werden nun sieben rote Ringe in Gold dargestellt, symbolhaft für insgesamt sieben Stockgüter. Darunter wird die Teilung schräglinks wie im alten Wappen von Hisel beibehalten, aber jetzt mit Rot über Gold. Das silberne Glevenkreuz in Rot wird belassen und die grüne Pflanze des Stockgutes Mayisch unten in Gold eingebracht.

## Kultur und Sehenswürdigkeiten
- Der Ortskern ist Standort einiger sehr alter Bauernhöfe.
- Der Architekt Oswald Mathias Ungers restaurierte den stattlichen Winkelhof von 1840 (Dorfstraße 10) in den Jahren 1990/1991 umfangreich. Dabei erhielt das Dach eine Naturschieferdeckung in englischer Ausführung. Fenster, Türen und Fußböden wurden denkmalgerecht aufgearbeitet. Im ersten Obergeschoss wurde zudem der Lambris eines Raumes wiederhergestellt.[13]
- Über das Gemeindegebiet sind zudem mehrere Wegekreuze verteilt.
- Teile der ehemaligen Nike Stellung im Ort (ein US-Flugabwehrraketenprogramm aus dem Kalten Krieg).[14]

Siehe auch: Liste der Kulturdenkmäler in Brimingen

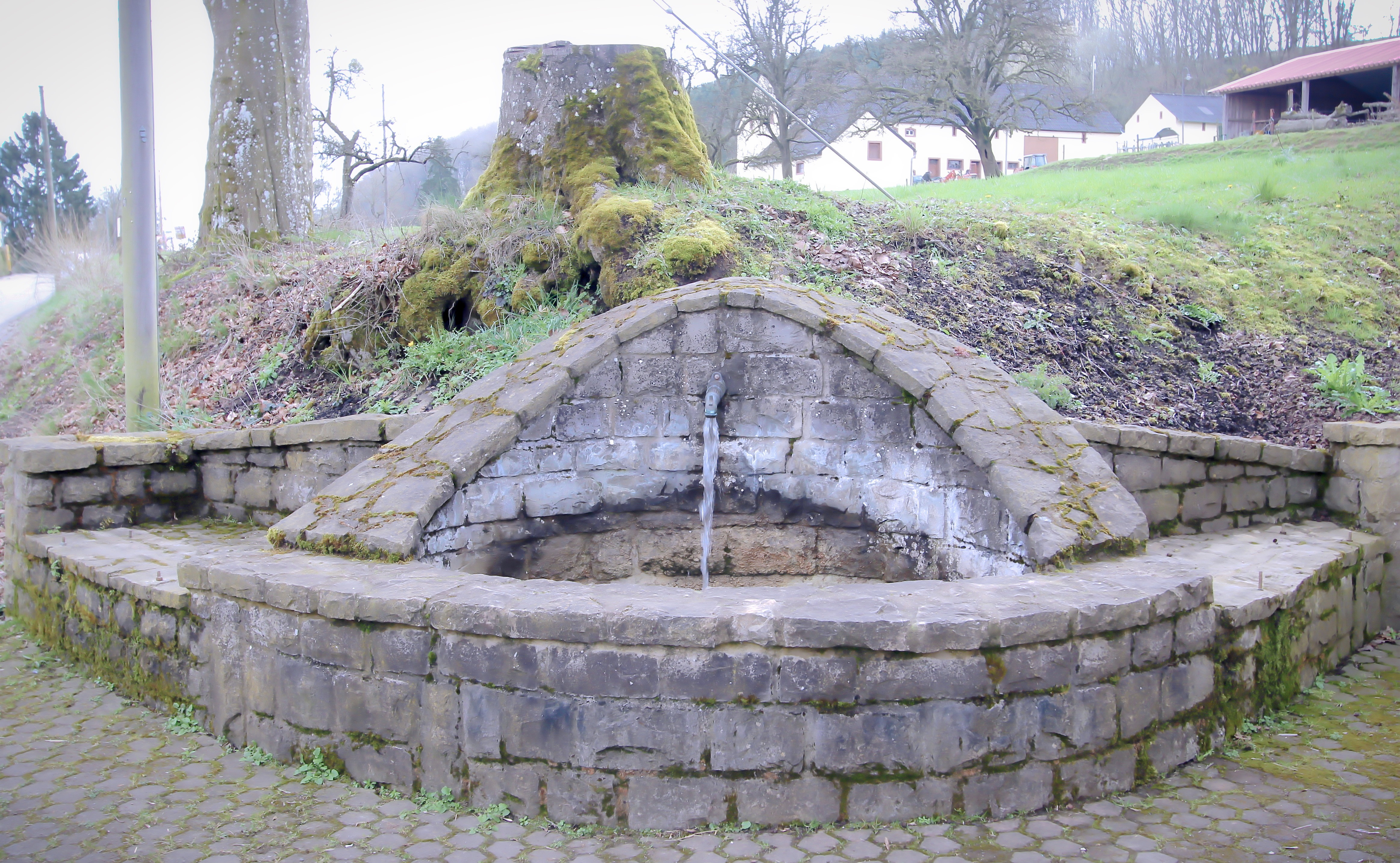
Dorfbrunnen Brimingen mit Watzbach
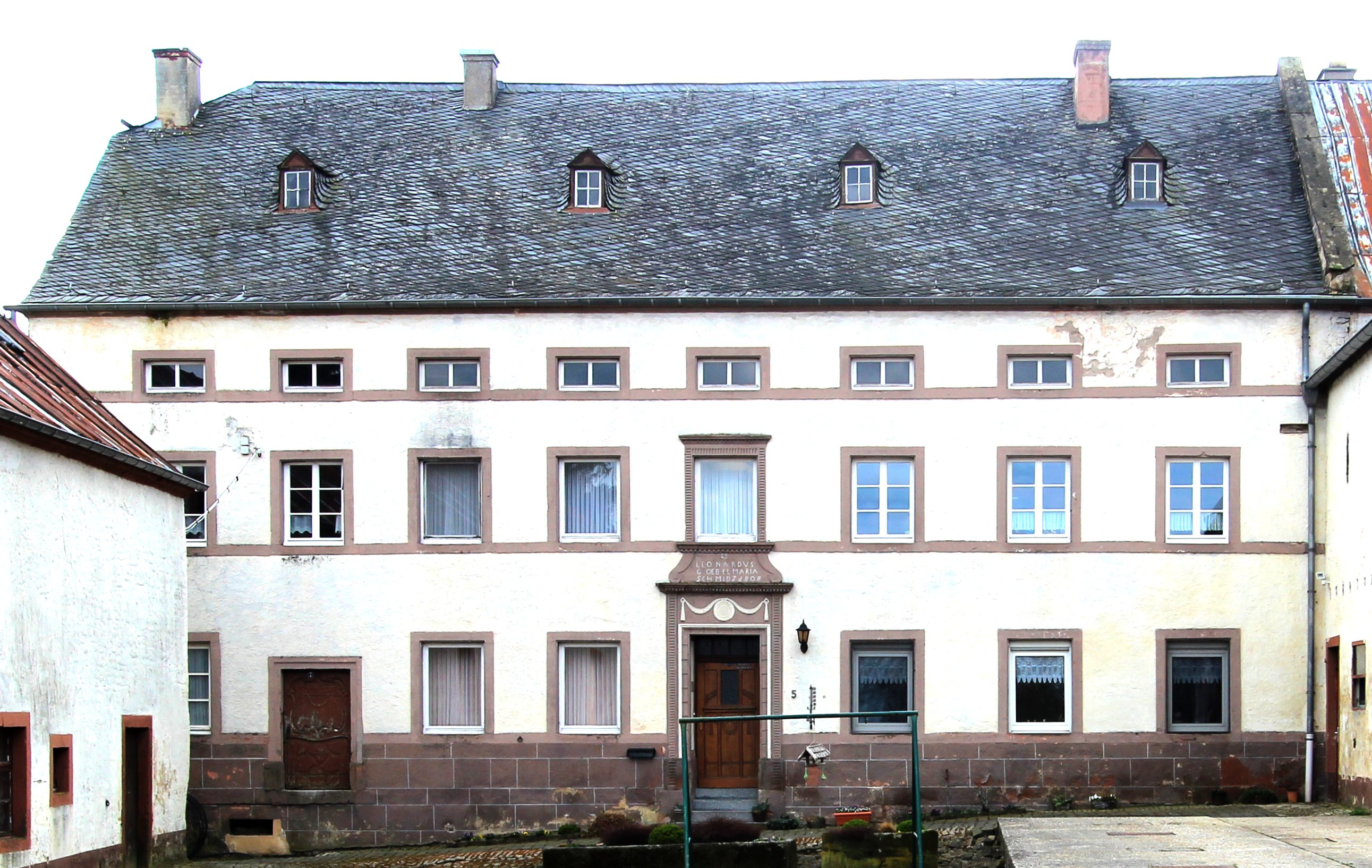
Prächtiges Wohnhaus; Dorfstraße 5
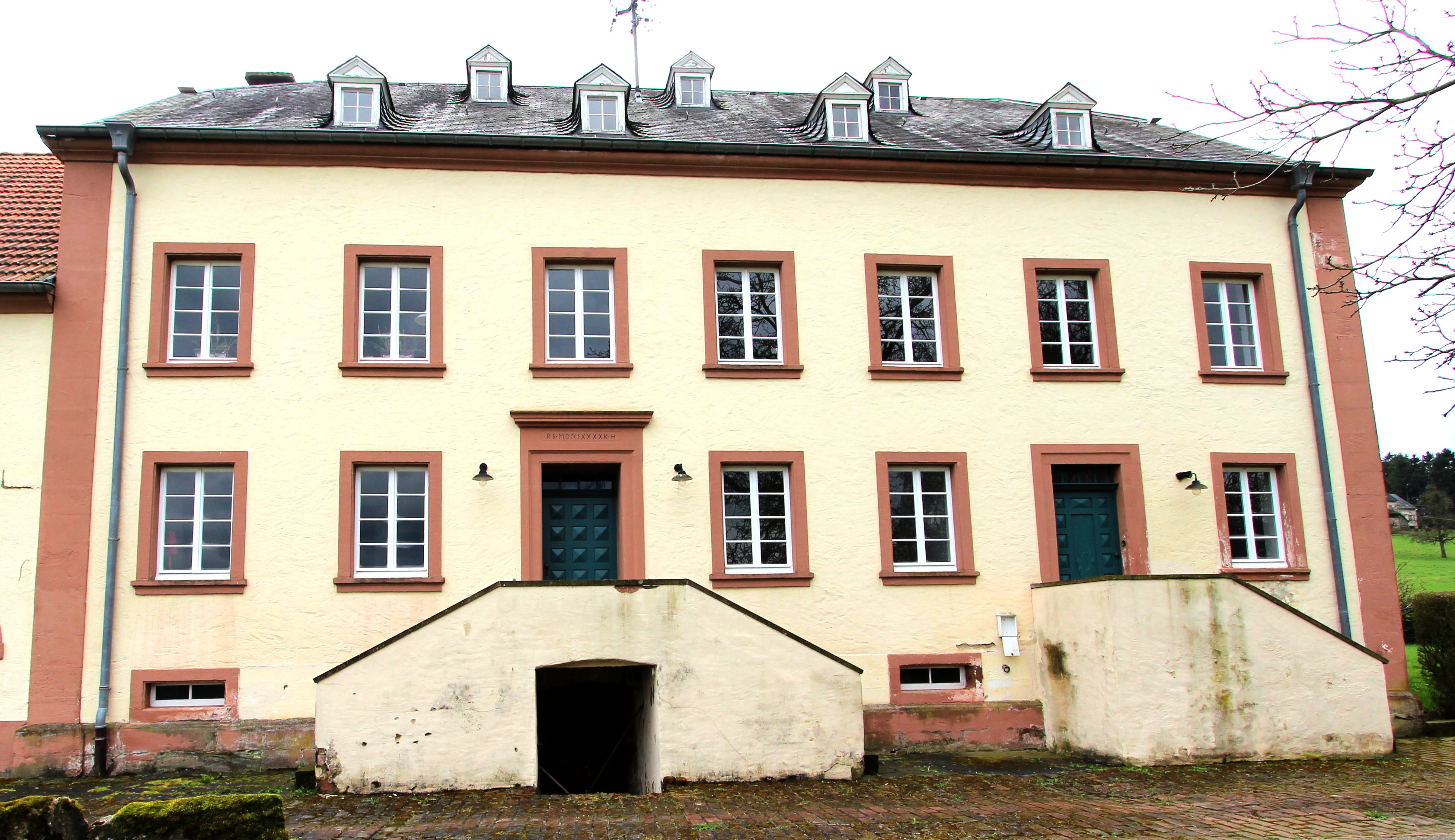
Heinzenhaus/Ottenhof Dorfstraße 10
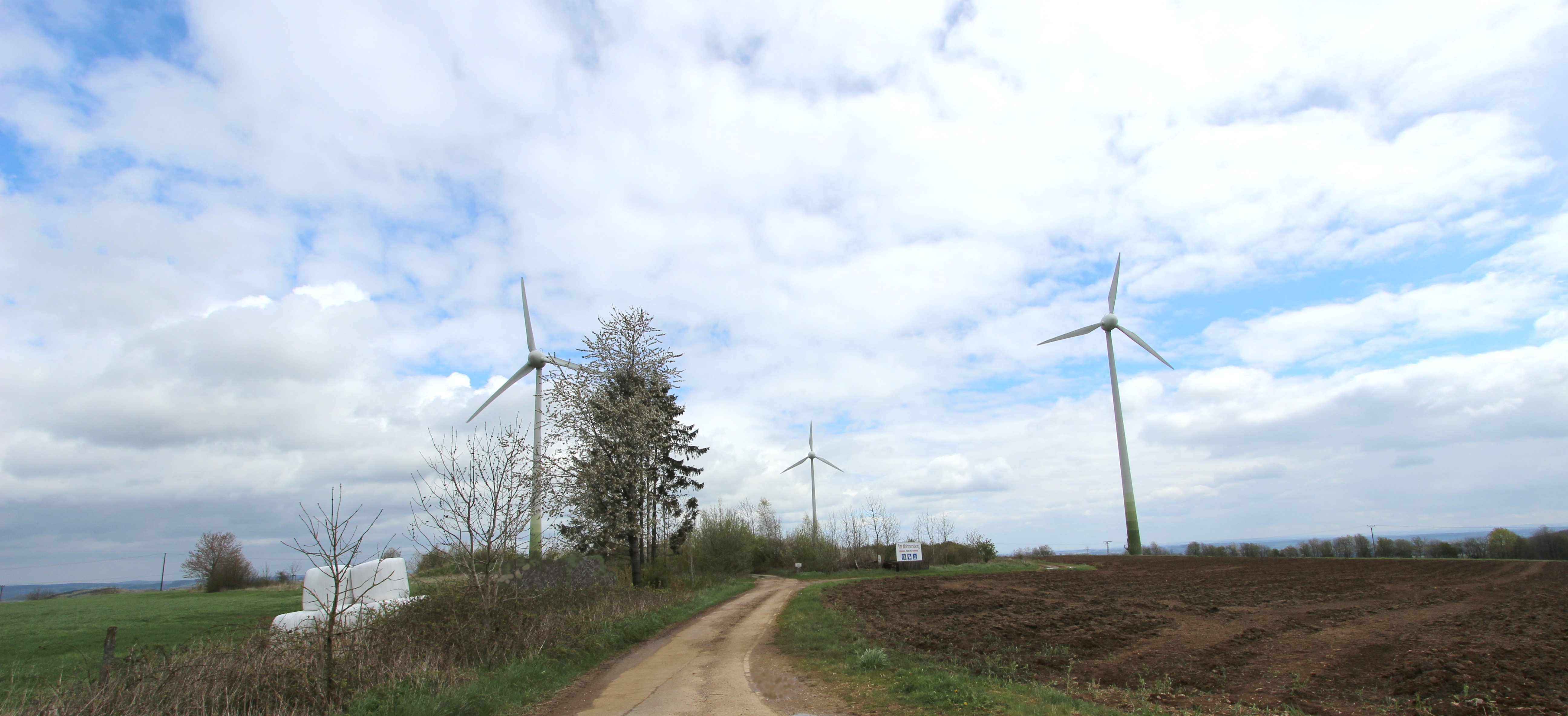
Energiepark Brimingen Am Hohnersberg

## Wirtschaft und Infrastruktur
Brimingen ist heute eine landwirtschaftlich geprägte Wohngemeinde. Mit 272 ha wird ein Großteil des Gemeindegebietes landwirtschaftlich genutzt. Die meisten Arbeitnehmer sind in der Kreisstadt Bitburg beschäftigt.
Übernachtungsmöglichkeiten bietet das Hotel „Hotel Am Hohnersberg“. Es liegt unmittelbar an der Bundesstraße 50.

### Unternehmen
Ansässige Unternehmen sind die Girards Baumaschinen GmbH und der Eifelimbiss.
Im Juni 2002 wurden im Windpark Brimingen („Auf Herrel“ ⊙) zwei Windenergieanlagen des Typs Nordex N62 (je 100 m Gesamthöhe, Turmhöhe 69 m, Durchmesser 62 m) mit einer Nennleistung von je 1300 kW der Firma Thewindpower in Betrieb genommen.
Im Frühjahr 2009 wurde bei Brimingen auf dem Gelände „Am Hohnersberg“ (⊙) die Windenergieanlage vom Typ E-48 der Firma Dunoair in Betrieb genommen. Die Anlage liefert eine Jahresproduktion von 1,3 Mio. Kilowattstunden und versorgt damit 360 Haushalte mit Strom.
Siehe auch: Liste von Windkraftanlagen in Rheinland-Pfalz

### Verkehr
Die Gemeinde ist durch die Kreisstraße K 10 erschlossen. Unmittelbar westlich der Ortschaft verläuft die Bundesstraße 50, die bis zur luxemburgischen Staatsgrenze und nach Bitburg führt.